# Acanthocobitis botia
Acanthocobitis botia är en fiskart som först beskrevs av Hamilton 1822.  Acanthocobitis botia ingår i släktet Acanthocobitis och familjen grönlingsfiskar. IUCN kategoriserar arten globalt som livskraftig. Inga underarter finns listade i Catalogue of Life.